# Felip Ernest de Hohenlohe-Langenburg
Felip Ernest de Hohenlohe-Langenburg (en alemany Philipp Ernst zu Hohenlohe-Langenburg) va néixer a Langenburg (Alemanya) l'11 d'agost de 1584 i va morir a Weikersheim el 29 de gener de 1628. Era un noble alemany. el quart fill de Wolfgang II de Hohenlohe-Neuenstein (1546-1610) i de Magdalena de Nassau-Dillenburg (1547-1633).
Va iniciar la seva carrera militar als Països Baixos, on arribà al rang de coronel dels Estats Generals. Va heretar del seu oncle, el comte Felip de Hohenlohe-Neuenstein (1550-1606), el govern de Lißfeld. Després de la mort del seu pare, el 1610, es van repartir el comtat amb els seus germans: a  Jordi Frederic (1569-1647) li va correspondre Weikersheim, a Carles (1582-1641) Neuenstein, i a ell el comtat de Langenburg, on es construí el seu palau residencial. .

## Matrimoni i fills
El 15 de gener de 1609 es va casar a Sonnewalde amb Anna Maria de Solms-Sonnenwalde (1585-1634), filla del comte Otó de Solms-Sonnenwalde (1550-1612) i d'Anna Amàlia de Nassau-Weilburg (1560-1635). El matrimoni va tenir onze fills: 
- Wolfgang Otó (1611-1632)
- Felip Ernest, nascut i mort el 1612.
- Lluís Carles (1613-1632)
- Felip Maurici (1614-1635)
- Jordi Frederic (1615-1616)
- Anna Magdalena (1617-1671), casada amb Jordi Lluís de Kirchberg († 1686).
- Dorotea (1618–??)
- Joaquim Albert (1619-1675)
- Eva Cristina (1621-1681), casada amb Wolfgang de Hohenlohe-Waldenburg (1617-1658).
- Maria Juliana (1623-1695), casada primer amb Joan Guillem de Limpurg-Schmiedelfeld (1607-1655), i després amb Francesc Reichserbschenk de Limpurg († 1673).
- Enric Frederic (1625-1699), casat primer amb Elionor Magdalena de Hohenlohe-Weikersheim (1635-1657), i després amb Juliana Dorotea de Castell-Remlingen (1640-1706)